# Slanovec
Slanovec je priimek več znanih Slovencev:
- Darinka Slanovec (*1948), pesnica (paraplegičarka)
- Lojze Slanovec (1892—1935), časnikar in politik
- Tatjana Slanovec (1927—2019), mlekarska strokovnjakinja
- Vinko Slanovec (1905—1990), dentist